# Islandia na Zimowych Igrzyskach Paraolimpijskich 2018
Islandia na Zimowych Igrzyskach Paraolimpijskich 2018 – występ kadry sportowców reprezentujących Islandię na igrzyskach paraolimpijskich w Pjongczangu w 2018 roku.
W kadrze wystąpił tylko jeden siedemnastoletni zawodnik występujący w narciarstwie alpejskim, który wystąpił w dwóch konkurencjach. W slalomie gigancie zajął 20., a w slalomie – 13. miejsce. Został on najmłodszym w historii występów Islandii na igrzyskach paraolimpijskich.

## Reprezentanci
| Zawodnik         | Dyscyplina            | Konkurencja   | Podgrupa | Czas    | Strata | Miejsce | Źródło |
| ---------------- | --------------------- | ------------- | -------- | ------- | ------ | ------- | ------ |
| Hilmar Örvarsson | Narciarstwo alpejskie | Slalom gigant | LW2      | 2:29,82 | +17,35 | 20.     | [ 3 ]  |
| Hilmar Örvarsson | Narciarstwo alpejskie | Slalom        | LW2      | 1:50,59 | +14,48 | 13.     | [ 4 ]  |